# Agrotis radama
Agrotis radama är en fjärilsart som beskrevs av Pierre E.L. Viette 1958. Agrotis radama ingår i släktet Agrotis och familjen nattflyn. Inga underarter finns listade i Catalogue of Life.